# Коя е Саманта?
„Коя е Саманта?“ (на английски: Samantha Who?) е американска ситуационна комедия излъчвана от 15 октомври 2007 г. до 23 юли 2009 г. по ABC. Сериалът е създаден от Сесилия Ахърн и Дон Тод, които са и продуценти. Въпреки високите си рейтинги през първия сезон сериалът бързо губи позиции и гледаемост, което принуждава ABC да прекратят продукцията му през май 2009.

## Сюжет
Внимание:  Текстът по-долу разкрива сюжета на произведението (или части от него)!
Основният персонаж в „Коя е Саманта?“ е Саманта Нюли (Кристина Апългейт), 30-годишен вицепрезидент на фирма за недвижими имоти, която страда от ретроградна амнезия след като е ударена от кола и прекарва 8 дена в кома. Събуждайки се от комата Саманта осъзнава, че не помни абсолютно нищо и с ужас научава, че преди инцидентът е била безкрайно егоистична и мразена от всички. Излизайки от болницата тя си поставя за основна цел да бъде нов по-добър човек. С помощта на отчуждените си родители Реджина (Джийн Смарт) и Хауърд (Кевин Дън), на най-добрата си приятелка Андреа (Дженифър Еспозито), на обсесивната си някогашна приятелка от детството Дина (Мелиса Макарти), на саркастичния портиер Франк (Тим Ръс) и на съквартиранта ѝ и бивш приятел Тод (Бари Уотсън) „новата Сам“ се опитва да поправи грешките от миналото на „старата Сам“.

## Актьорски състав
- Кристина Апългейт – Саманта Нюли
- Кевин Дън – Хауърд Нюли
- Джийн Смарт – Реджина Нюли
- Дженифър Еспозито – Андреа Беладона
- Мелиса Маккарти – Дина
- Бари Уотсън – Тод Дийплър
- Тим Ръс – Франк

## „Коя е Саманта?“ в България
Първото излъчване на сериала в България стартира на 5 октомври 2009 г. по Fox Life, всеки понеделник по два епизода наведнъж от 21:55. Втори сезон започва веднага след последния епизод на първи на 23 ноември и завършва на 1 февруари 2010 г. Дублажът е на студио Доли. Ролите се озвучават от артистите Лина Шишкова, Ирина Маринова, Светослав Добрев, Владимир Колев и Веселин Ранков.
На 10 януари 2010 г. започва излъчване на първи сезон по Нова телевизия, всяка неделя от 10:00 по два епизода наведнъж и приключва на 28 февруари. На 27 юни стартира втори сезон, всяка неделя от 10:30 също по два епизода. Дублажът е на Арс Диджитал Студио. Ролите се озвучават от артистите Елена Русалиева, Милена Живкова, Нина Гавазова, Светозар Кокаланов и Васил Бинев.